# Nexus Polaris
Nexus Polaris ist das zweite Studioalbum der norwegischen Metal-Band Covenant. Es erschien im Jahr 1998 bei Nuclear Blast.

## Entstehung und Veröffentlichung
Nachdem das Debütalbum In Times Before the Light erst zwei Jahre nach den Aufnahmen von dem kleinen englischen Label Mordgrimm veröffentlicht worden war, hatten die Bandgründer Nagash und Blackheart für ihr zweites Album größere Ambitionen. Sie konnten also einen Vertrag mit Nuclear Blast unterzeichnen und Sarah Jezebel Deva, Astennu, Sverd und Hellhammer in die Band holen. In dieser Besetzung nahmen Covenant im Sommer 1997 Nexus Polaris auf. Siggi Bemm produzierte und masterte das Album. Es erschien auf CD und LP, im Jahr 2000 unter dem aus rechtlichen Gründen geänderten Bandnamen The Kovenant auch in einer Neuauflage mit Bonus-Titeln.

## Titelliste
1. The Sulphur Feast – 4:10
2. Bizarre Cosmic Industries – 5:51
3. Planetarium – 4:02
4. The Last of Dragons – 6:29
5. Bringer of the Sixth Sun – 6:32
6. Dragonheart – 4:52
7. Planetary Black Elements – 5:49
8. Chariots of Thunder – 5:48

Bonus-Titel
1. New World Order (Clubmix) – 4:26
2. New World Order (Metalmix) – 3:53

## Stil
Covenant entwickeln auf dem Album den melodisch-atmosphärischen Black Metal des Debüts stark weiter. Blackheart beschrieb den Stil als Progressive Space Metal. Neben dem eigenwilligen Krächzen Nagashs singt Sarah Jezebel Deva opernhaft; die Gitarren-Riffs und -Soli werden ständig ergänzt durch Keyboardläufe, die Melodien beider Instrumente zeigen Einflüsse aus der Klassischen Musik. Die Arrangements sind komplex und bombastisch. Es sind Ähnlichkeiten zum Stil von Bands wie Arcturus, Ancient oder Dimmu Borgir wahrnehmbar.

## Rezeption
Das Album erhielt überwiegend positive Kritiken. Auf metal.de wird kritisiert, auf Nexus Polaris seien „zwar zwei, drei richtig gute Songs vertreten“, der Rest sei „allerdings pures ordentlich gespieltes Mittelmaß“ und sowohl die Keyboards als auch der Gesang Devas verbreiten eine „fast schon peinliche Atmosphäre“. Im Rock Hard wird jedoch gelobt, das Album sei „vollgepackt mit Songs, die sofort ins Ohr flutschen und vor Überraschungen und interessanten Effekten geradezu strotzen. Sarah […] verleiht den Stücken die nötige Portion Atmosphäre […]. Die unzähligen klassischen Elemente […] machen ‘Nexus Polaris’ zu einem Hörgenuß allererster Güte.“ Auch Deadleft von voenger.de urteilt: „Die Songs sind einprägsam, melodisch gut gestaltet, z. T. theatralisch, voluminös und variabel. […] Wer also auf etwas neuartiges, progressives hofft, der sollte hier unbedingt mal ein oder sogar alle beiden Ohren riskieren.“ Nexus Polaris wurde mit dem Spellemannprisen ausgezeichnet.